# Looking Hot
"Looking Hot" é uma canção da banda norte americana No Doubt do seu sexto álbum de estúdio Push and Shove. Foi lançada como o segundo e último single do álbum.

## Lançamento e promoção
No Doubt performou a canção no The Tonight Show with Jay Leno em 25 de outubro de 2012, no episódio que apresentava o presidente Barack Obama como convidado. Eles também performaram a canção no The X Factor em 4 de novembro, assim como no dia 11 de novembro no  2012 MTV Europe Music Awards em Frankfurt, na Alemanha.
Em 27 de novembro de 2012, os No Doubters, como são conhecidos os fãs da banda, fizeram o "Looking Hot Day" nas redes sociais, uma campanha mundial para a ajudar Looking Hot à entrar nas tabelas do iTunes e Amazon.

## Videoclipe

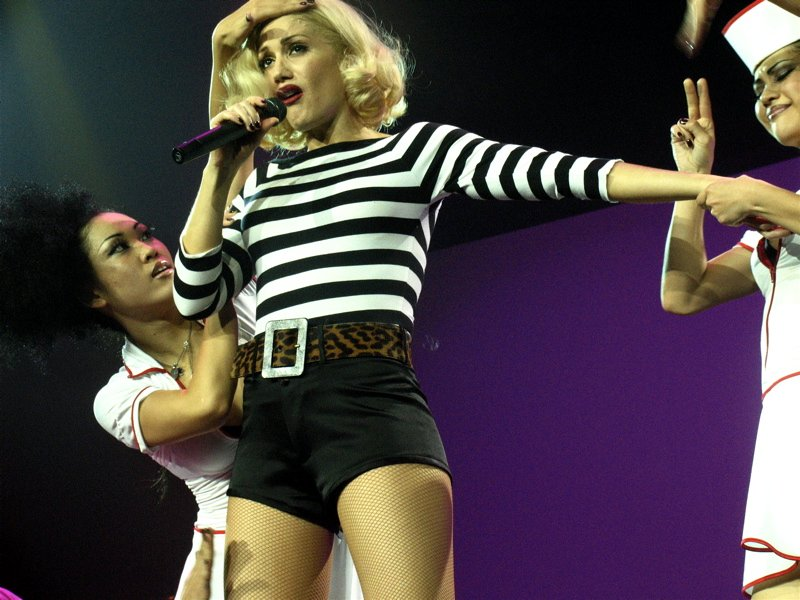
Gwen Stefani, vocalista da banda, aparece no videoclipe da canção como uma nativa americana.

O tema do videoclipe da canção foi "cowboys e índios" foi dirigido por Melina Matsoukas, que produziu hits como S&M e We Found Love cantora Rihanna. E foi removido pela banda no dia seguinte a sua estreia por causa da controvérsia ao redor do tema do vídeo, reportada como suposto estereótipos dos nativos americanos. No Doubt lançou um comentário pedindo desculpas: 
| “ | "Como uma banda multirracial, nossa fundação é construída sobre a diversidade e consideração por outras culturas. Nossa intenção com o nosso novo vídeo nunca foi ofender, machucar ou banalizar as pessoas nativas americanas, sua cultura ou sua história. Apesar de termos consultado amigos americanos nativos e especialistas nativos Estudos Americanos da Universidade da Califórnia, percebemos agora que temos as pessoas ofendidas. Esta é uma grande preocupação para nós e estamos removendo o vídeo imediatamente. A música que nos inspirou quando começamos a banda, e a comunidade de amigos, familiares e fãs que nos rodeia foi construída sobre o respeito, unidade e inclusão. Pedimos sinceras desculpas à comunidade indígena e qualquer outra pessoa ofendida por este vídeo. Sendo doloroso para quem simplesmente não é o que somos". | ” |

## Vendas
Segundo o site Rockline MTV, a canção vendeu somente 680 cópias na sua primeira semana de lançamento na Inglaterra. A canção alcançou apenas a 397ª posição e precisava vender o praticamente triplo do que vendeu para entrar no Top 200. Até o momento da publicação Looking Hot havia vendido 1.400 cópias no Reino Unido.

## Créditos e pessoal
- Gwen Stefani – compositora, vocals
- Tom Dumont – compositora, guitarra
- Tony Kanal – compositora, baixo
- Adrian Young – bateria, percussão
- Mark 'Spike' Stent  – mixagem, produção

Créditos adaptados das notas de Push and Shove.

## Faixas e formatos
- Single Digital

1. "Looking Hot" - 4:43
2. "Looking Hot (Stephen Hilton Remix)" - 7:14
3. "Settle Down (Jonas Quaint Remix)" - 4:33

- EP: The Remixes

1. "Looking Hot (Kill Paris Remix)" - 4:22
2. "Looking Hot (R3hab Remix)" - 4:23
3. "Looking Hot (Stephen Hilton Remix)" - 7:14

## Desempenho nas Paradas Musicais
| Chart (2012)                         | Melhor Posição |
| ------------------------------------ | -------------- |
| UK Singles (Official Charts Company) | 397            |